# Гурвич, Лев Гаврилович
Лев Гаври́лович Гу́рвич (1871—1926) — русский и советский учёный, специалист в области нефтехимии. Доктор философии (1896). Профессор (1920).

## Биография
Родился 15 (27) марта 1871 года в Полтаве. Отец — Гавриил Климентьевич Гурвич (?—1908), нотариус. Мать — Сара Эммануиловна (Менделевна) Мандельштам (1838—1875), родная сестра филолога И. Е. Мандельштама и офтальмолога М. Е. Мандельштама, заведующего кафедрой глазных болезней Императорского университета святого Владимира в Киеве, племянница литераторов В. О. Мандельштама и Л. И. Мандельштама.
Окончил классическую гимназию, затем, 1892-м, — физико-математический факультет Киевского университета. С 1893 года работал в Германии: в химической лаборатории профессора Витта в Берлине, позже — в Высшей школе химии красящих веществ в Мюльхаузене. В 1896 году в Базеле (Швейцария) защитил диссертацию на степень доктора химии и философии. В 1897—1898 гг. стажировался в качестве ассистента в частной лаборатории при Фрейбургском университете, затем — в лаборатории химического завода в Танне (Эльзас).
С 1899 по 1904 г. жил в Петербурге и на Украине, работал на сахарных заводах, издавал журнал «Химик». В 1904 году, переехав в Баку, вначале устроился на небольшой нефтеперегонный завод фирмы «Дембо», а в 1905 году был приглашён на должность заведующего химической лабораторией Товарищества братьев Нобель. С 1909 года — вновь в Петербурге, где организовал и до 1917 года заведовал центральной химической лабораторией при правлении фирмы братьев Нобель. Параллельно, с 1913-го, преподавал химию нефти и жиров на Высших женских курсах.
Вернувшись в Баку, был избран доцентом (в 1919 г.), а затем профессором (в 1920 г.) Азербайджанского университета и Азербайджанского политехнического института. Параллельно, с 1920 по 1924 г., возглавлял организованную им же Центральную химическую лабораторию треста «Азнефть». С 1922-го — председатель Азербайджанского технического общества. В 1923 году, по заданию «Азнефти», выезжал в Германию, где изучал современные достижения в области химии и технологии нефти, а также приобрёл оборудование для химической лаборатории.
С 1924 года — в Москве. Здесь он организовал и до 1925 года руководил нефтяной лабораторией Теплотехнического института ВСНХ. Затем вернулся в Баку и с 1 августа 1925-го работал главным химиком треста «Азнефть».
Скончался 30 мая 1926 года в Баку.

## Научная деятельность
Исследования Гурвича относятся в основном к нефтехимии и каталитической химии.
Он первым систематизировал и обобщил огромный опытный материал, полученный российскими и иностранными учёными в области химии и физикохимии нефти. Доказал полимеризацию олефинов на природном алюмосиликате. В 1908 году объяснил физическую сущность процесса перегонки нефти с водяным паром. В 1911—1912 гг., в ходе исследований явления адсорбции, высказал гипотезу о существовании физико-химической силы притяжения, по своему характеру являющейся промежуточной между химической связью и молекулярным притяжением. Основываясь на этих представлениях, он объяснил образование суспензии флоридина (отбеливающей земли), металлов в жидкостях, а также формирование коллоидных растворов, процессы адсорбции и десорбции. Результаты данных исследований заложили основу разработки методов промышленной очистки нефтепродуктов, применялись в работах по гетерогенному анализу (1916).
Гурвич — автор нескольких научных печатных работ. Главная его монография — «Научные основы переработки нефти» (1913), которая выдержала четыре издания и не утратила по сей день своего научного и практического значения. Известны и его научно-популярные книги: «Руководство к практическим занятиям по технологии нефти» (1927), «Как перерабатывается нефть» (1927). В качестве автора Гурвич вёл активное сотрудничество с журналом «Нефтяное хозяйство» и Научно-издательским бюро Совета нефтяной промышленности, которое и издалo на русском языке его классическую книгу «Научные основы переработки нефти».

## Избранная библиография
- Основные явления, законы и теории неорганической химии. — Л., 1926.
- Руководство по практическим занятиям по технологии нефти. — Баку—М., 1932.
- Научные основы переработки нефти. 3 изд., с дополнениями, — М.—Л., 1940.